# ستيف كواست
ستيف كواست (بالإنجليزية: Steve Coast)‏ (و. 1980  م) هو مهندس، ورائد أعمال، من المملكة المتحدة، ولد في المملكة المتحدة.

## التعليم
تعلم في كلية لندن الجامعية.